# Sibongile Khumalo
Sibongile Khumalo (Soweto, 24 september 1957 – 28 januari 2021) was een Zuid-Afrikaanse zangeres. Oorspronkelijk opgeleid als klassieke mezzosopraan, hield Khumalo zich naast opera steeds meer bezig met andere genres zoals jazz en traditionele Afrikaanse muziek.

## Biografie
Sibongile Khumalo werd in 1957 geboren in het latere Soweto als dochter van muziekprofessor Khabi Mngoma, die haar van kinds af aan muzikaal promootte. Ze studeerde muziek (zang, viool, drama en dans) aan de Witwatersrand University en de Universiteit van Zululand, waar ze na haar afstuderen ook les gaf en onderzoek deed. Ze verwierf bekendheid als zangeres in de jaren 1990 toen ze de Young Artist Award ontving op het Grahamstown Festival en vervolgens zong bij de inhuldiging van Nelson Mandela in 1994. Naast optredens in musicals en de hoofdrol in Mzilikazi Khumalos (niet gerelateerd aan Sibonglie Khumalo) opera Princess Magogo kaDinuzulu, die wordt beschouwd als de eerste Afrikaanse opera, werkte ze ook met bekende klassieke muzikanten (Yehudi Menuhin, het Brodsky Quartet, het London Philharmonic Orchestra) zoals met jazz en wereldmuzikanten (Miriam Makeba, Abdullah Ibrahim, Bheki Mseleku, Jack DeJohnette, Hugh Masekela en Moses Taiwa Molelekwa). Ze is lid van de South African International Marketing Council advisory board gevormd tijdens het Zuid-Afrikaanse voorzitterschap. In 2008 ontving ze de Orde van Ikhamanga in zilver.
In het klassieke veld behandelde Khumalo aanvankelijk voornamelijk Franz Schubert en Johannes Brahms. Haar grootste successen waren echter Georges Bizets Carmen en Messiah van Georg Friedrich Händel met Yehudi Menuhin. Met name door het werk van Mzilikazi Khumalo probeert ze ook nieuwe, Afrikaans geïnspireerde klassieke muziek populairder te maken. Haar interpretatie van traditionele Zuid-Afrikaanse Zulu-muziek wordt vaak vergeleken met die van Miriam Makeba. De jazzzang van Khumalo wordt beschreven als gericht op Ella Fitzgerald en Betty Carter, maar omvat ook de andere facetten van hun werk.

## Discografie
- 1996: Ancient Evenings
- 1998: Live at the Market Theatre
- 2000: Immortal Secrets
- 2002: Quest
- 2006: Sibongile Khumalo
- 2009: Greatest Hits
- 2009: Sibongile Khumalo Live
- 2016: Breath of life

- Bibliothèque nationale de France: cb145952513 (data)
- Gemeinsame Normdatei: 128910623
- International Standard Name Identifier: 0000 0000 5521 8470
- Library of Congress Control Number: n95005835
- MusicBrainz: 18808c4d-524b-4e4e-a5fa-b62eb6ae0e23
- Nationale Bibliotheek van Israël: 987007317359205171
- Système universitaire de documentation: 083488197
- Virtual International Authority File: 69178862
- WorldCat: E39PBJmxYqPyd8XW6qfmTRTWDq